# Grande Prêmio do Cinema Brasileiro 2018
É a décima sétima edição do Grande Prêmio Brasileiro de Cinema, organizada pela Academia Brasileira de Cinema com o Patrocínio Master da TV Globo e Patrocínio do Canal Brasil através da Lei Federal de Incentivo à Cultura do Ministério da Cultura. O evento foi realizado no Theatro Municipal do Rio de Janeiro, no dia 18 de setembro e premiou os profissionais e filmes lançados comercialmente no ano de 2017.
A atriz Fernanda Montenegro foi a homenageada da festa.

## Vencedores e indicados
Os nomeados para a 17ª edição foram anunciados na página oficial da Academia em 17 de julho de 2018. Os vencedores estão em negrito.
| Melhor Longa-Metragem de Ficção | Melhor Direção |
| --- | --- |

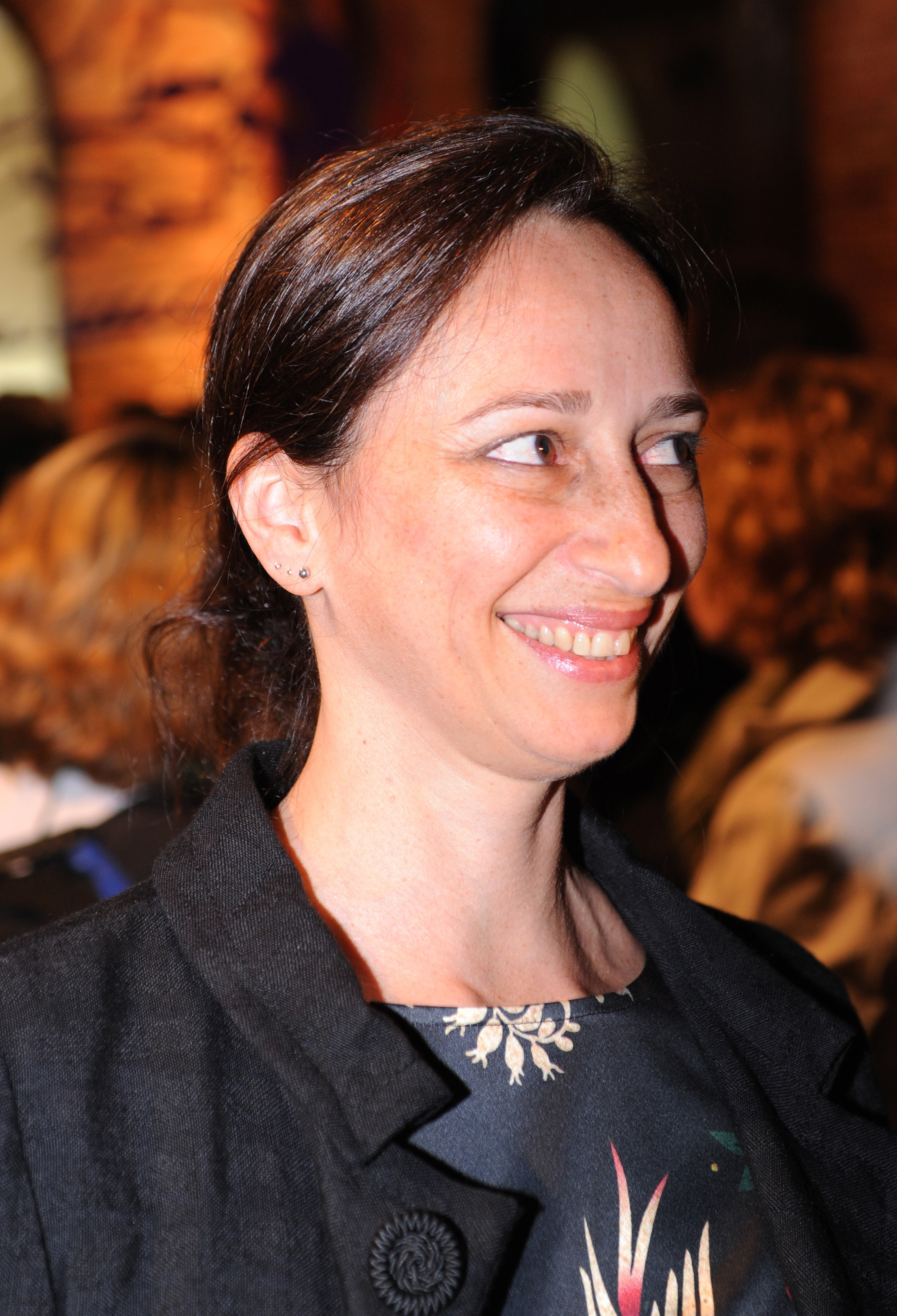
Laís Bodanzky, Melhor Direção

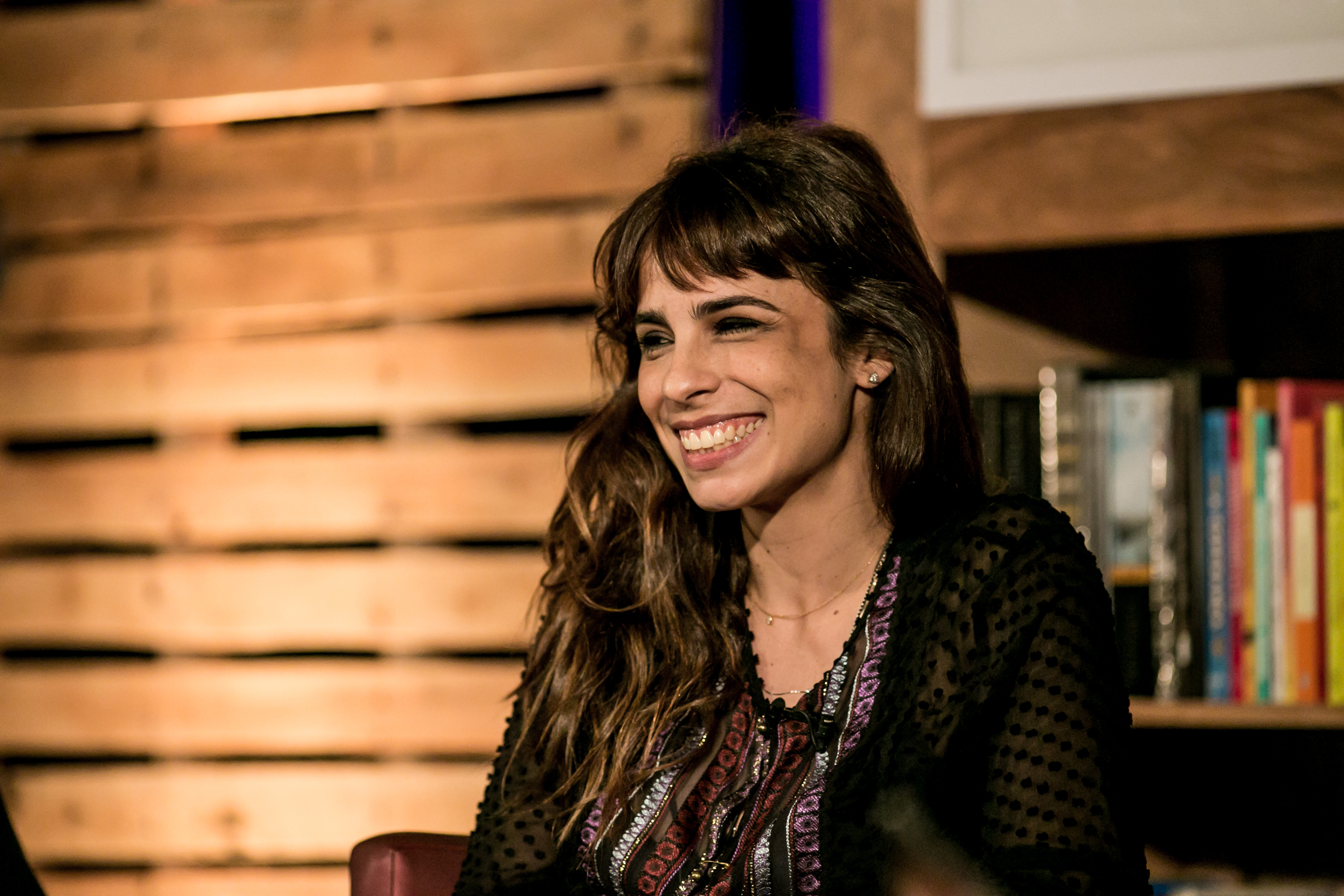
Maria Ribeiro, Melhor Atriz

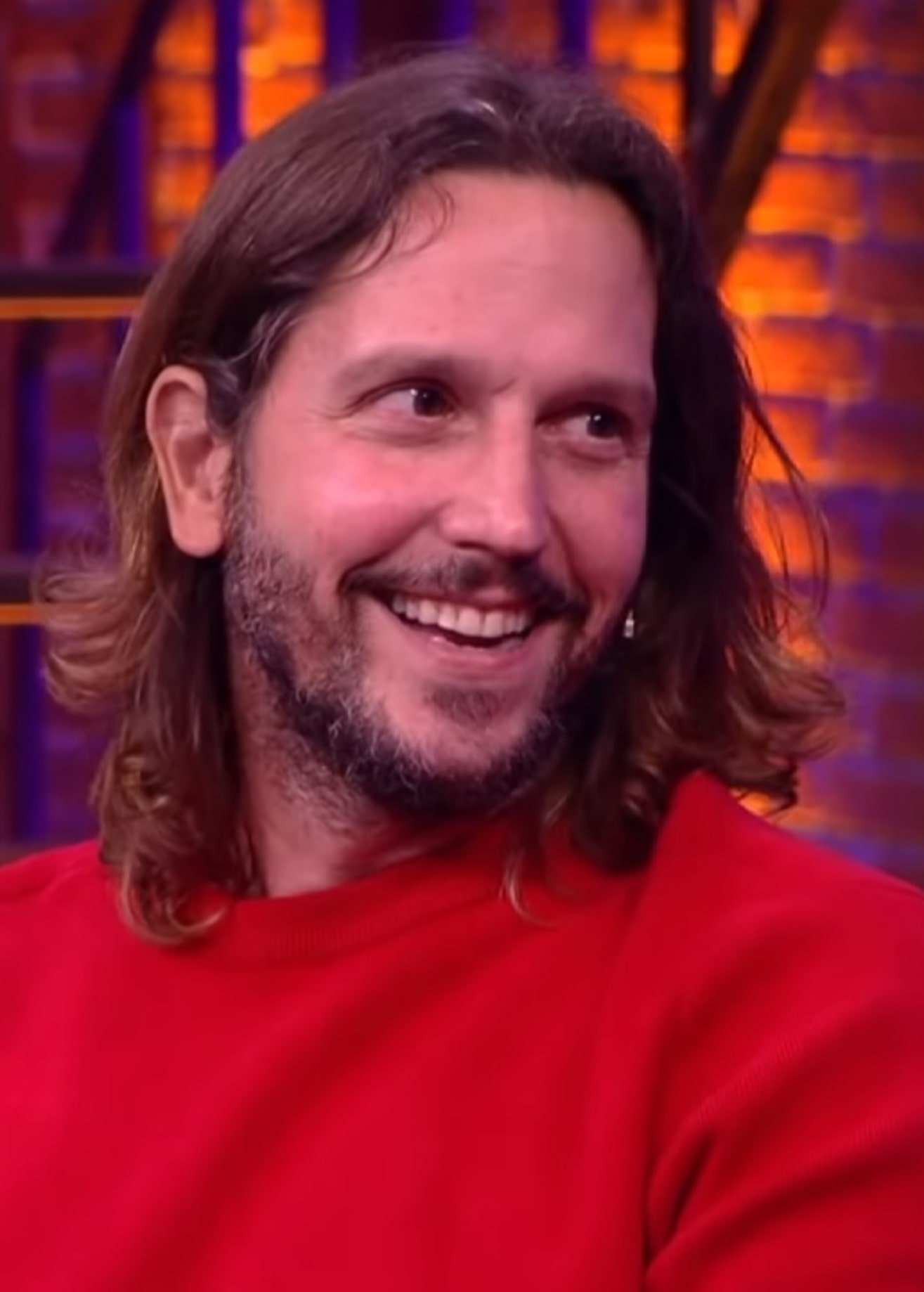
Vladimir Brichta, Melhor Ator

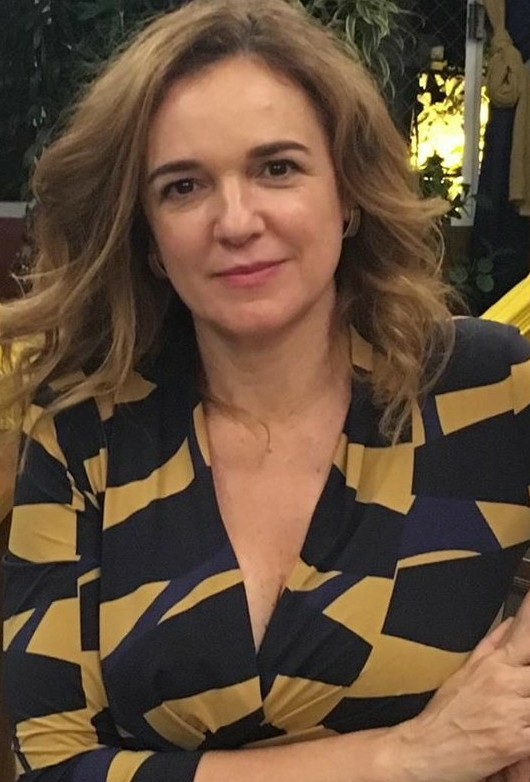
Sandra Corveloni, Melhor Atriz Coadjuvante

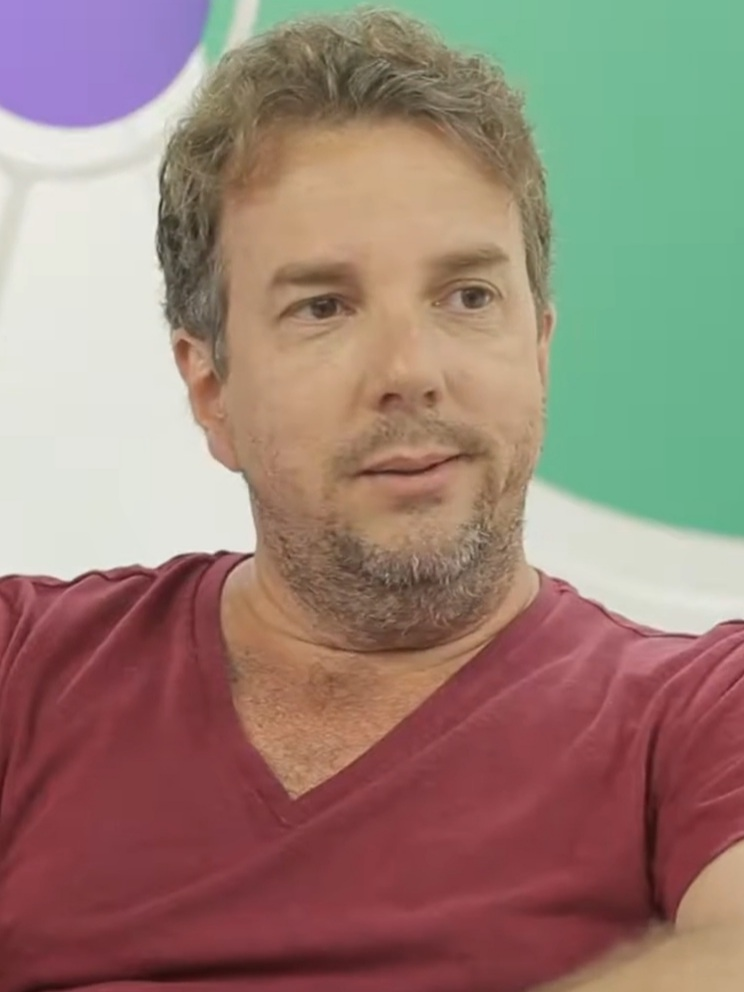
Augusto Madeira, Melhor Ator Coadjuvante

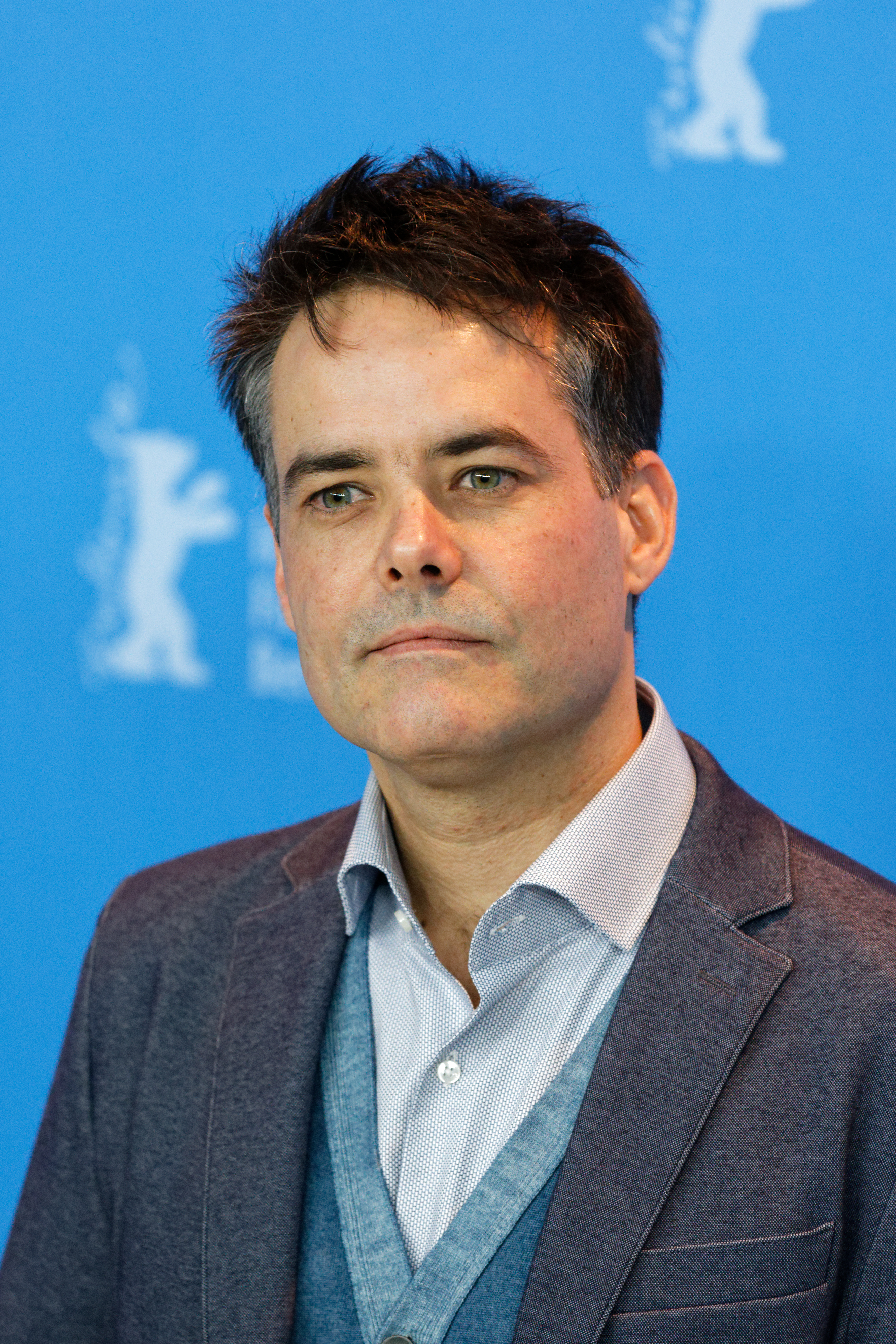
Sebastián Lelio, Melhor Longa-Metragem Estrangeiro

| - Bingo: O Rei das Manhãs - Daniel Rezende - A Glória e a Graça - Flávio Ramos Tambellini - Como Nossos Pais - Laís Bodanzky - Era o Hotel Cambridge - Eliane Caffé - Gabriel e a Montanha - Fellipe Barbosa | - Laís Bodanzky - Como Nossos Pais - Daniel Rezende - Bingo: O Rei das Manhãs - Daniela Thomas - Vazante - Eliane Caffé - Era o Hotel Cambridge - Fellipe Barbosa - Gabriel e a Montanha |
| Melhor Atriz | Melhor Ator |
| - Maria Ribeiro - Como Nossos Pais - Carolina Ferraz - A Glória e a Graça - Caroline Abras - Gabriel e a Montanha - Dira Paes - Redemoinho - Leandra Leal - Bingo: O Rei das Manhãs - Marjorie Estiano - Entre Irmãs | - Vladimir Brichta - Bingo: O Rei das Manhãs - Alexandre Nero - João, O Maestro - Irandhir Santos - Redemoinho - Jesuíta Barbosa - Malasartes e o Duelo com a Morte - João Pedro Zappa - Gabriel e a Montanha |
| Melhor Atriz Coadjuvante | Melhor Ator Coadjuvante |
| - Sandra Corveloni - A Glória e a Graça - Ana Lúcia Torre - Bingo: O Rei das Manhãs - Camila Amado - Redemoinho - Clarisse Abujamra - Como Nossos Pais - Letícia Colin - Entre Irmãs | - Augusto Madeira - Bingo: O Rei das Manhãs - César Mello - A Glória e a Graça - Claudio Jaborandy - Entre Irmãs - Fabrício Boliveira - Vazante - Felipe Rocha - Como Nossos Pais - Jorge Mautner - Como Nossos Pais - Selton Mello - O Filme da Minha Vida |
| Melhor Direção de Fotografia | Melhor Direção de Arte |
| - Bingo: O Rei das Manhãs - Lula Carvalho - Soundtrack - Felipe Reinheimer - A Glória e a Graça - Gustavo Hadba - Vazante - Inti Briones - O Filme da Minha Vida - Walter Carvalho | - Bingo: O Rei das Manhãs - Cássio Amarante - Era o Hotel Cambridge - Carla Caffé - Entre Irmãs - Cláudio Amaral Peixoto - João, O Maestro - Cláudio Amaral Peixoto - O Filme da Minha Vida - Cláudio Amaral Peixoto |
| Melhor Longa-Metragem - Comédia | Melhor Longa-Metragem - Documentário |
| - Divórcio - Pedro Amorim - Fala Sério, Mãe! - Pedro Vasconcelos - La Vingança - Fernando Fraiha - Malasartes e o Duelo com a Morte - Paulo Morelli - Os Parças - Halder Gomes | - Cora Coralina - Todas as Vidas - Renato Barbieri - Divinas Divas - Leandra Leal - No Intenso Agora - João Moreira Salles - Pitanga - Beto Brant e Camila Pitanga - Um Filme de Cinema - Walter Carvalho |
| Melhor Figurino | Melhor Maquiagem |
| - Entre Irmãs - Ana Avelar - Como Nossos Pais - Cássio Brasil - Vazante - Cássio Brasil - O Filme da Minha Vida - Kika Lopes - Bingo: O Rei das Manhãs - Verônica Julian | - Bingo: O Rei das Manhãs - Anna Van Steen - Malasartes e o Duelo com a Morte - Anna Van Steen - João, O Maestro - Emi Sato - A Glória e a Graça - Marcos Freire - O Filme da Minha Vida - Marlene Moura e Uirandê Holanda |
| Melhor Efeito Visual | Melhor Montagem Ficção |
| - Bingo: O Rei das Manhãs - Guilherme Ramalho, Luis Carone e Daniel Dias - Soundtrack - Diego Morone, Luciano Neves e Luiz Adriano - Joaquim' - Hugo Gurgel - O Rastro - Omar Colocci - Malasartes e o Duelo com a Morte - Ricardo Bardal | - João, O Maestro - Bruno Lasevicius e Julia Pechman - Bingo: O Rei das Manhãs - Márcio Hashimoto - Era o Hotel Cambridge - Márcio Hashimoto - Como Nossos Pais - Rodrigo Menecucci - A Glória e a Graça - Sérgio Mekler |
| Melhor Roteiro Original | Melhor Roteiro Adaptado |
| - A Glória e a Graça - Mikael de Albuquerque e Lusa Silvestre - Divinas Divas - Carol Benjamin, Leandra Leal, Lucas Paraizo e Natara Ney - Vazante - Daniela Thomas e Beto Amaral - Era o Hotel Cambridge - Eliane Caffé, Inês Figueiro e Luis Alberto de Abreu - Bingo: O Rei das Manhãs - Luiz Bolognesi - Como Nossos Pais - Laís Bodanzky e Luiz Bolognesi - Joaquim - Marcelo Gomes - As Duas Irenes - Fabio Meira | - Real: O Plano por Trás da História - Mikael de Albuquerque - D.P.A - O Filme - André Pellenz - Redemoinho - Paulo Gustavo e Fil Baz - Entre Irmãs - Breno Silveira - O Filme da Minha Vida - Selton Mello |
| Melhor Curta-Metragem Documentário | Melhor Curta-Metragem Animação |
| - Ocupação do Hotel Cambridge - Andrea Mendonça - Bambas" - Anna Furtado - Borá - Angelo Defanti - Candeias - Reginaldo Farias e Ythallo Rodrigues - Em Busca da Terra Sem Males - Anna Azevedo - O Golpe em 50 cortes ou a corte em 50 Golpes - Lucas Campolina - O Quebra-Cabeça DE Sara - Allan Ribeiro | - Vênus-Filó a Fadinha Lésbica - Sávio Leite - Animais - Guilherme Alvernaz - O Violeiro Fantasma - Wesley Rodrigues - Peleja do Sertão - Fabio Miranda - Sob o Véu da Vida Oceânica - Quico Meirelles - Torre - Nádia Mangolini |
| Melhor Montagem de Documentário | Melhor Som |
| - Divinas Divas - Natara Ney - Waiting For B - Abigail Spindel - No Intenso Agora - Eduardo Escorel e Laís Lifschitz - Quem é Primavera das Neves - Giba Assis Brasil - Pitanga - Juliana Munhoz | - João, O Maestro - George Saldanha, François Wolf e Armando Torres Jr. - Memória em Verde e Rosa - Bruno Armelin, Evandro Lima, Marcel Costa, Pedro Sá, Damião Lopes e Gustavo Loureiro - Divinas Divas - Felipe Schultz Mussel, Vinícius Leal e Jesse Marmo - O Filme da Minha Vida - George Saldanha, Bernardo Uzeda e Armando Torres Jr. - Bingo: O Rei das Manhãs - Jorge Rezende, Alessandro Laroca, Eduardo Virmod Lima, Renan Deodato, Armando Torres Jr. - A Glória e a Graça - José Moreau Louzeiro, Simone Alves e Ariel Henrique |
| Melhor Trilha Sonora | Melhor Trilha Sonora Original |
| - João, O Maestro - Mateus Alves - Malasartes e o Duelo com a Morte - Beto Villares - Um Filme de Cinema - Guilherme Vaz e Marco Antonio Guimarães - Beduino - Júlio Bressane - Memória em Verde e Rosa - Paulo 7 Cordas - Pitanga - Rica Amabis e Beth Beli | - O Filme da Minha Vida - Plínio Profeta - Como Nossos Pais - Antônio Pinto - Gabriel e a Montanha - Arthur B. Gillette - Bingo: O Rei das Manhãs - Beto Villares - A Glória e a Graça - Pedro Tambellini |
| Melhor Curta-Metragem Ficção | Melhor Longa-Metragem Estrangeiro |
| - A Passagem do Cometa - Juliana Rojas - Chico - Irmãos Carvalho - De Tanto Olhar o Céu Gastei Meus Olhos - Nathália Tereza - Nada - Gabriel Martins - Tentei - Laís Melo - The Beast - Michael Wahrmann e Samantha Nell - Vaca Profana - René Guerra | - Uma Mulher Fantástica (Chile) - Sebastián Lelio - Blade Runner 2049 (Estados Unidos) - Denis Villeneuve - Dunkirk (Estados Unidos) - Christopher Nolan - Eu, Daniel Blake (Inglaterra) - Ken Loach - La La Land (Estados Unidos) - Damien Chazelle |
| Melhor Longa-Metragem Infantil | |
| - D.P.A - O Filme - André Pellenz - Um Tio Quase Perfeito - Pedro Antonio | |